# .bf
.bf (Burkina Faso) é o código TLD (ccTLD) na Internet para o Burquina Fasso, criado em 1993 pela IANA, e delegado a Universidade de Uagadugu, o ccTLD .bf foi re-delegado em 2011 para Autorité de Régulation des Communications Electroniques (ARCE), como parte do programa de governo para restruturar as Telecomunicações no país.
As regras de registro, solicitações e demais resoluções podem ser acessadas pelo site da ARTEL/ARCE.